# Roy Fedden
Alfred Hubert Roy Fedden (6 juin 1885 - 21 novembre 1973) était un ingénieur qui a conçu avec succès la plupart des moteurs d'avion à pistons de la Bristol Aeroplane Company.

## Jeunesse
Fedden est né près de Bristol, de parents riches et assez influents. La famille de Fedden a été la première dans la région à posséder une voiture, un parallèle intéressant avec Harry Ricardo. Cette influence précoce l'a presque certainement conduit à sa future carrière. Fedden étudia à Clifton College mais n'a pas bien réussi scolairement, étant surtout remarqué dans les activités sportives. Après ses études, il refusa d'entrer dans l'armée, la «voie normale» (une voie, la route si vous n'étiez pas très brillant i.e. vous n'étiez pas entré dans l'une des Six) pour certains élèves à Clifton, et annonça qu'il allait faire des études d'ingénieur.

## Apprentissage
Son apprentissage achevé en 1906, il conçut immédiatement une voiture, puis réussit à convaincre la firme locale Brazil Straker (en) de l'embaucher. Ses dessins amenèrent la construction de la fameuse Shamrock. Il resta chez Brazil Straker les années suivantes, réussissant en particulier, au début de la Première Guerre Mondiale, à convaincre la direction de se lancer dans la réparation de différents moteurs d'avions . Le rôle de la société s'étendit rapidement à la production de moteurs Rolls-Royce Hawk et Falcon, ainsi qu'une grande partie des pièces du célèbre Rolls-Royce Eagle. Henry Royce offrit à Fedden un poste de direction dans sa compagnie, que Fedden déclina.
En 1915, Fedden commença la conception de son propre moteur d'avion, avec son dessinateur Leonard Butler. Les deux seront inséparables pendant les vingt-cinq années suivantes, et la plupart de leurs créations seront estampillés "FB" pour en indiquer le crédit partagé. Ils étudièrent deux moteurs au cours de la Première Guerre mondiale: le 14-cylindres en étoile Mercury, remarquable pour la disposition hélicoïdale de ses cylindres, ainsi que le plus gros et plus classique Jupiter, un 9 cylindres en étoile d'environ 400 ch.

## Cosmos Engineering et le Jupiter

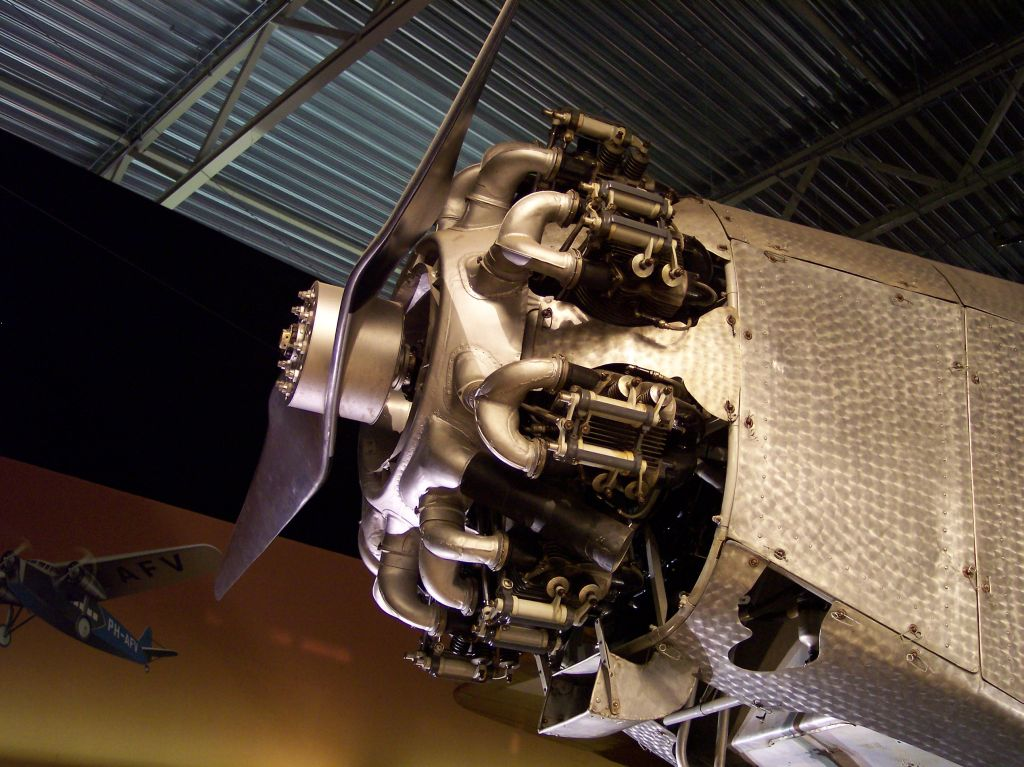
Un moteur Bristol Jupiter.

Sur la fin de la guerre, la division aviation de Brazil Straker fut rachetée par Cosmos Engineering, qui fit poursuivre les études en cours. Les deux moteurs étaient prêts pour les essais en 1918, mais cela ne sembla pas susciter beaucoup d'intérêt de prime abord. En septembre, cependant, un Mercury monté pour essais sur un Bristol Scout améliora considérablement les performances de l'avion, battant facilement son concurrent le Sunbeam Arab (en). Bristol décida alors d'essayer le Jupiter sur son nouveau projet, le Bristol Badger (en), et il s'avéra que lui aussi surclassait complètement son concurrent, le ABC Dragonfly (en). La production des deux modèles par Bristol devait commencer immédiatement, mais la fin de la guerre quelques jours plus tard entraîna l'annulation du contrat.
Avec la fin du conflit, Cosmos n'avait plus de production en vue, et les travaux de réparation se tarissant, la société se retrouva rapidement en cessation des paiements. Convaincu de la qualité de conception des modèles de Cosmos, le ministère de l'Air "fit savoir" qu'il serait plutôt heureux si la société était rachetée par Bristol, ce qui finalement eut lieu en 1920. Sir George White nota plus tard que Bristol avait acquis les études du Mercury avec sept moteurs, soit tous les actifs de Cosmos, ainsi que Fedden et son bureau d'étude, pour seulement 15 000 £. Même alors, la plupart des sources indiquent que l'opération ne se fit que sous la contrainte du ministère de l'Air, ce qui n'est peut-être pas surprenant étant donné la fragilité de l'économie de l'époque.
Bristol intégra rapidement le 9 cylindres de Cosmos, qui entra en production à la nouvelle usine de moteurs Bristol Filton sous le nom de Bristol Jupiter. Le nouveau moteur devint très vite un grand succès commercial et a été largement utilisé dans le monde entier, ce qui fit de Fedden l'un des ingénieurs les plus grassement payés d'Europe.
À la fin des années 1920, le Jupiter n'étant plus compétitif, Fedden et Butler commencèrent à travailler sur une paire de nouveaux projets. Les deux utiliseraient un compresseur, à l'époque une idée novatrice, pour fournir de la suralimentation même au niveau du sol et ainsi donner une puissance similaire à celle du Jupiter malgré une cylindrée plus faible. Réutilisant le nom de leur premier projet, ils baptisèrent ce dessin Bristol Mercury tandis qu'un autre projet reprenant la même cylindrée que le Jupiter, fut dévoilé sous le nom de Bristol Pegasus.

## Développement de moteurs à chemise louvoyante
En 1925 et 1926, Harry Ricardo publia une série d'articles fondateurs à la RAE affirmant que le système des soupapes à tulipe avait atteint sa capacité maximale, et que tous les futurs moteurs devraient utiliser des chemises louvoyantes à la place. Fedden et Butler se tournèrent immédiatement vers ce principe, et après de nombreux essais présentèrent le Bristol Perseus qui dérivait du Mercury, ainsi qu'un modèle de plus petite taille, le Bristol Aquila (en), qui n'entra jamais en production. Toutefois, le Perseus se retrouva rapidement dépassé en termes de performances, les progrès rapides de l'aviation exigeant des puissances de plus en plus grandes.
Pour résoudre ce problème, le concept du sans-soupapes fut adapté à une configuration à double étoile, donnant naissance au Taurus qui reprenait les cylindres de l'Aquila, puis au superbe Bristol Hercules utilisant ceux du Perseus. N'étant pas du genre à se reposer sur ses lauriers, Fedden commença alors à étudier un modèle à 18-cylindres en double étoile, qui allait devenir le Bristol Centaurus.
Le Taurus était en service lorsque la Seconde Guerre mondiale éclata en septembre 1939, alors que le Hercules en était encore aux essais. Les travaux sur le Centaurus furent suspendus le temps que les derniers problèmes de production du Hercules soient résolus. L'ensemble des moteurs Bristol à chemises louvoyantes allait servir pendant la guerre sur une grande variété de modèles. Ils ont si bien réussi que l'Air Ministry a forcé une compagnie Bristol hésitante à aider le projet du Napier Sabre, moteur de forte puissance dont les débuts furent perturbés par des problèmes d'usinage de ses chemises louvoyantes, technologie que seul Bristol maîtrisait parfaitement.
La production des Hercules battant son plein en 1941, Fedden retourna au Centaurus. La fabrication en série était en mesure de commencer en 1942, mais à l'époque il y avait peu d'avions adaptés à un moteur de 2 500 ch. Les nouveaux modèles destinés à utiliser des moteurs de cette puissance sont apparus vers la fin de la guerre, notamment certaines versions du Hawker Tempest, en remplacement du Sabre.
Mais dès cette époque, alors même que le Centaurus commençait à entrer en production, Fedden envisageait la nécessité d'une puissance encore plus grande, nécessaire tant pour les avions militaires que pour ceux des compagnies aériennes transatlantiques. Cela conduisit aux dessins de l'Orion, à l'origine un Centaurus agrandi d'environ 4 000 ch. Des projets à 28 cylindres en quadruple étoile furent aussi envisagés, qui n'allèrent pas plus loin que la planche à dessin.
Pour son rôle dans la création de quelques-uns des meilleurs moteurs d'avions de l'époque, Fedden fut fait chevalier en 1942.

## Après Bristol
Le stress des besoins de production en temps de guerre avait fait des ravages sur Leonard Butler, qui quitta l'entreprise pour récupérer. Bien que Fedden ait créé pour Bristol une longue lignée de moteurs extrêmement réussis, il devait se battre en permanence avec la direction sur les priorités de financement. Sans l'influence de Butler, il semble que Fedden en ait eu assez, et, peu de temps après avoir été anobli, il quitta Bristol pour assurer diverses fonctions auprès du gouvernement. Pendant une grande partie du reste de la guerre, il voyagea aux États-Unis avec un autre employé de Bristol, Ian Duncan, pour étudier les techniques de production afin d'améliorer les procédés anglais.
À leur retour, Duncan et Fedden créèrent Roy Fedden Ltd en 1945. Leur premier produit fut un petit moteur d'avion à cylindres opposés horizontalement destiné à être installé dans les ailes de bimoteur. Le Fedden O-325 n'a pas eu d'utilisation. Ils se tournèrent ensuite vers la conception d'un nouveau turbopropulseur qui n'a également trouvé que peu d'intérêt. Enfin, la firme décida de concevoir sa propre voiture, propulsée par un trois cylindres en étoile refroidi par air, mais il apparut que le véhicule souffrait de vibrations et surchauffe, ainsi que d'une tendance au dérapage en virage serré. Ceci était largement dû à la volonté de maximiser l'espace intérieur, ainsi qu'à la difficulté inhérente à l'intégration d'un trois-cylindres en étoile dans le châssis de la voiture, ce qui avait conduit à monter le moteur au-dessus de l'essieu arrière, donnant un centre de gravité trop élevé. Des travaux ont commencé sur un nouveau châssis, mais les autres ingénieurs de l'entreprise ont perdu intérêt pour le projet et abandonné. Bientôt la société devait être dissoute.
Après cela, Fedden travailla pendant un temps en consultant avec George Dowty, mais il prit bientôt sa retraite et passa son temps à enseigner au Collège d'aéronautique à l'université de Cranfield.
Fedden n'avait pas d'enfant. Il a parfois été pris à tort pour le père d'une artiste britannique de premier plan, nommée Mary Fedden. Il était en fait son oncle.